# Biomembranfysik
Biomembranfysik er studiet af biologiske membraner såsom cellemembranen, mitokondriernes membran eller kunstige membraner fra et fysisk perspektiv. Forskningsinteresser inkluderer membranernes struktur, sammensætning og fysiske egenskaber såsom form og permeabilitet. Da den centrale struktur i membranerne er et dobbeltlag af lipider, har membranfysik et stort overlap med lipidomikken. Membranfysik er en underkategori af biofysik og bløde stoffer.

## Struktur

### Flydende mosaik-modellen
Ifølge den såkaldte flydende mosaik-model foreslået af de amerikanske forskere Seymour Jonathan Singer og Garth L. Nicolson i 1972 kan biologiske membraner opfattes som en todimensionel væske, hvori en stor mængde lipider og proteiner flyder rundt mere eller mindre frit. Vekselvirkninger mellem indlejrede membranproteiner og membranlipider giver anledning til protein-lipid-klynger, der bevæger sig rundt eller ”flyder” lateralt mellem hinanden – en flydende mosaik. Cellemembranens fluiditet afhænger af dens bestanddele og temperatur. Den store mængde proteiner i cellemembranen giver membranen en vis grad af struktur ved f.eks. at danne protein-protein-komplekser og "lipid rafts" (specialiserede mikrodomæner i cellemembranen indeholdende store mængder membranproteiner, kolesterol og en type lipider kaldt glykosphingolipider).

### Lipiddobbeltlaget
Biologiske membraner er opbygget af amfifile lipidmolekyler. De består af et polært hoved og en lang, upolær hale. Hovedparten af lipiderne i cellemembranen indeholder én eller flere umættede kæder, hvis dobbeltbinding giver dem et "knæk"; dette knæk giver det samlede lipid en cylinderform. Cylinderformede lipider har en tendens til at danne et dobbeltlag med hinanden, således at de polære hoveder vender mod vandsiden og de upolære haler mod mellemrummet mellem de to lag. Er der tilstrækkeligt mange lipider, slutter dobbeltlaget sig spontant sammen til den termodynamisk mest stabile form, dvs. en kugle. Dette er tilfældet for levende celler. Såvel de hydrofile vekselvirkninger ved membranens overflade som hydrofobe vekselvirkninger mellem lipidmolekylernes alifatiske dele i membranens indre er med til at stabilisere og binde strukturen sammen. En brist i dobbeltlaget vil normalt lukke sig af sig selv.
Generelt er lipiddobbeltlaget uigennemtrængeligt for polære molekyler. Dobbeltlagets hydrofobe indre forhindrer polære molekyler (f.eks. aminosyrer, nukleinsyrer, kulhydrater, proteiner og ioner) i at diffundere gennem membranen, men tillader generelt passiv diffusion af hydrofobe molekyler. Cellen kan dermed kontrollere passagen af hydrofile stoffer via transmembrane proteiner som kanaler og transportproteiner.
Flippaser og scramblaser koncentrerer det negativt ladede fosfolipid fosfatidylserin på indersiden af membranen. Sammen med sialinsyre skaber dette endnu en barriere for ladede partikler og molekyler, der passerer gennem membranen.